# Turkeye

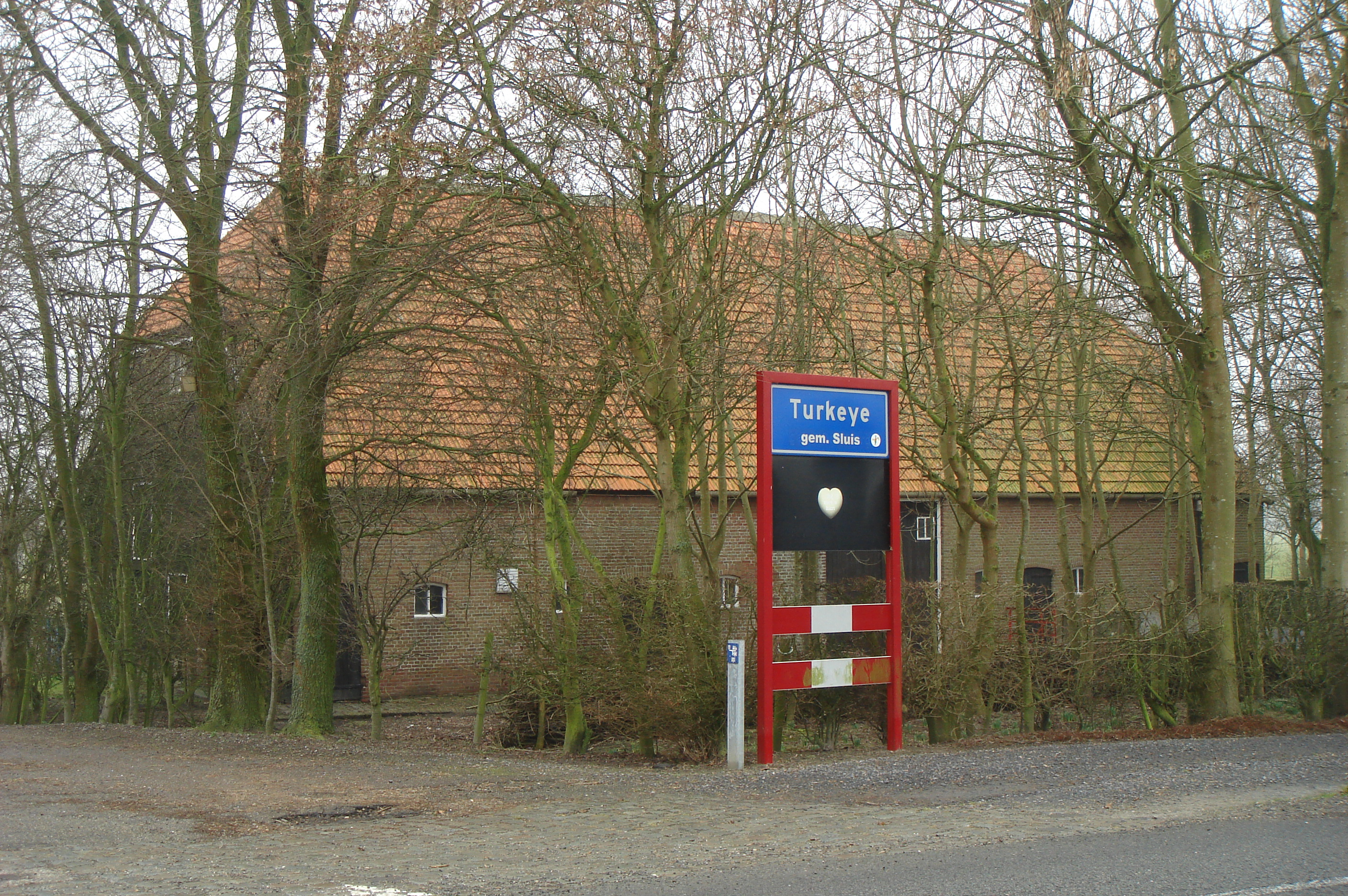
Kombord Turkeye in 2012

Turkeye is een gehucht in de gemeente Sluis, in de Nederlandse provincie Zeeland. Het plaatsje, in de regio Zeeuws-Vlaanderen, heeft 19 inwoners. Het grootste gedeelte van de woningen in het gehucht doet dienst als vakantiewoning.
Het gehucht Turkeye was deel van de gemeente Waterlandkerkje van 1796 tot 1970. Deze gemeente ging in 1970 op in de gemeente Oostburg, die op haar beurt in 2003 weer opging in de gemeente Sluis.

## Vlaamse Turken
De geschiedenis van Turkeye begint na de verovering van Sluis in 1604 door het Staatse leger. De verslagen Spaanse troepen trokken weg en lieten 1500 galeislaven achter onder wie een groot aantal moslims uit het Ottomaanse Rijk, kortweg aangeduid als Turcken. De Staten-Generaal besloten deze slaven vrij te laten en de Turken terug te sturen naar hun vaderland. Zo hoopte men de steun van het Ottomaanse Rijk te verwerven in de strijd tegen Spanje. De zogenoemde Vlaamse Turken zijn echter in Marseille weer slaaf gemaakt en hebben het Ottomaanse Rijk niet weten te bereiken.
In de Tachtigjarige Oorlog was het Ottomaanse Rijk een bondgenoot van de Republiek der Zeven Verenigde Nederlanden in de strijd tegen de koning van Spanje. De Turken knoopten in 1612 als eersten diplomatieke betrekkingen aan met de Republiek.

## Liever Turcks dan Paaps!
'Liever Turks dan paaps' was een leuze ten tijde van de Tachtigjarige Oorlog (1568 - 1648). Zij werd in de Nederlanden voor het eerst gebruikt tijdens hagenpreken te Antwerpen in 1566, het jaar van de Beeldenstorm. De leuze wordt tevens gevonden op zilveren geuzenpenningen in de vorm van een Turkse halve maan, die door de geuzen aan hun kleren werd gedragen. De leuze illustreerde hoe antikatholiek de geuzen waren: de islamitische Turkse sultan kreeg van hen de voorkeur boven de katholieke paus van Rome.

## Band met Turkije
Er is een band gegroeid tussen de buurtschap Turkeye en de Turkse gemeenschap in Nederland en Turkije. Hierbij betrokken zijn enkele inwoners van de buurtschap, en ook de Stichting Vriendschapsband Nederland-Turkije. Regelmatig zijn er bezoeken door Turkse delegaties en hoogwaardigheidsbekleders, zoals diplomaten. Er zijn ook plaatsnaambordjes Turkeye, gem. Sluis geplaatst in de Turkse steden Dalaman en Trabzon, waar veel Nederlandse toeristen komen.
In 2012 werd gevierd dat er 400 jaar diplomatieke betrekkingen bestaan tussen Turkije en Nederland: In 1612 werd de Republiek der Zeven Verenigde Nederlanden erkend door het Ottomaanse Rijk.

## Geboren
- Herman Wijffels (1942), econoom, bankier, hoogleraar en bestuurder

Steden: Aardenburg · IJzendijke · Oostburg · Sint Anna ter Muiden · Sluis

Dorpen: Breskens · Cadzand · Eede · Groede · Hoofdplaat · Nieuwvliet · Retranchement · Schoondijke · Sint Kruis · Waterlandkerkje · Zuidzande

Buurtschappen: Akkerput · Bakkersdam · Balhofstede · Biezen · Boerenhol · Braamhul · De Brabander · De Bracke · Cadzand-Bad · Cathelijneschans/Schans · Dam · De Dam · Draaibrug · Halve Maantje · Hans Vriezeschans · Het Eiland · Goedleven · Groeneboomgaard · Grootendam/De Hoogedam · Heille · Hoogendijk · Hoogeweg · Kapitalendam · Ketelaarstraat · Klakbaan · Klein-Brabant · Konijnenberg · Koninginnehaven · Kruisdijk · Kruishoofd · Maagdenberg · Maagd van Gent (deels) · Maaidijk · Marollenput · Moershoofde (deels) · Moleke (deels) · Molentje · Mollekot (deels) · De Munte · Nieuwesluis · Nieuwland · Nieuwvliet-Bad · Nolle · Nummer Een · Oostburgsche Brug · Oosthoek (deels) · Oudeland · Oudemenne · De Pas · Plankenpoortje · Plakkebord · De Platluis · Polderstraat/Steenoven · 't Poldertje · Ponte · Ponte-Avancé · Pyramide · Rijksweg · Ronduit · Roodenhoek · Sasput · Scherpbier · Sint Pieter · Slepershaven/Slapershaven · Slijkplaat · Slikkenburg · Sluissche Veer · Smedekensbrugge · Spitsbroek · Steenhoven · Steenoven · Stenen Heule · Stroopuit · Terhofstede · Ter-Moere · Tol (Schoondijke) · Tol (Waterlandkerkje) · De Tol · Tragel · Turkeye · Valeiskreek · Veldzicht · Veldzicht (deels) · De Verkorting · Verklikker · Vuilpan · Wafeldorp · Waterhoek · Waterloo · Zandertje · Het Zwindorp

Historische plaatsen: De Keizer · Oude Stad (Aardenburg) · Pannenhuis · Potjes

Zeeland: Steden en dorpen in Zeeland      Nederland: Provincies · Gemeenten